# Turovice
Turovice jsou obec v okrese Přerov v Olomouckém kraji. Žije zde 244 obyvatel. Obec je urbanisticky srostlá se sousedními Dřevohosticemi. Jejím katastrem protéká potok Moštěnka a nachází se zde přírodní památka Kamenice. Obec patří do mikroregionu Moštěnka.

## Historie
Turovice leží na území nomádských mohyl a mnoha nálezů ze staršího neolitu i z doby bronzové. První písemná zmínka o obci pochází z roku 1131, kdy Turovice náležely jedním lánem arcijáhenskému kostelu na kopci v nedalekém Přerově.
Ves měla hrdelní právo.

### Zadlužení obce
Obec je dlouhodobě nechvalně známá svou velkou zadlužeností, ve výši až 63 milionů korun, díky čemuž figuruje mezi nejzadluženějšími obcemi Česka jako Prameny, či Bublava. Dluh vznikl po nevydařené stavbě místního domova pro seniory s dvaapadesáti byty v roce 2009, která byla přerušena z důvodu nestabilního podloží stavby a postupnému prodražování. Později se od stavby však kompletně upustilo, obec byla nucena vrátit čerpané dotace a ještě zaplatit pokuty. 
Následky byly a dodnes jsou tvrdé. Obec má obstavený prakticky veškerý majetek, který postupně putuje do dražby. Na soupisu majetku k prodeji byla krom místních remízků a lesů dokonce i kaplička. Kromě zastavených investic musí obec šetřit i na běžných provozních nákladech, například na veřejném osvětlení. V roce 2020 obec podala žalobu ke krajskému soudu na stát, kvůli vysokým pokutám a upírání samosprávy. 

## Obyvatelstvo
| Rok            | 1869 | 1880 | 1890 | 1900 | 1910 | 1921 | 1930 | 1950 | 1961 | 1970 | 1980 | 1991 | 2001 | 2011 | 2021 |
| -------------- | ---- | ---- | ---- | ---- | ---- | ---- | ---- | ---- | ---- | ---- | ---- | ---- | ---- | ---- | ---- |
| Počet obyvatel | 300  | 288  | 309  | 289  | 295  | 312  | 303  | 231  | 266  | 259  | 210  | 222  | 220  | 211  | 208  |
| Počet domů     | 50   | 52   | 52   | 52   | 54   | 55   | 57   | 63   | 64   | 69   | 63   | 79   | 83   | 84   | 90   |

## Obecní správa
Mezi lety 1869–1950 Turovice byly obcí v okrese Holešov. Po druhé světové válce se Turovice sloučily s Dřevohosticemi, ale v roce 1954 se opět osamostatnily. V letech 1961–1990 patřily opět jako část městyse k Dřevohosticím a od 24. listopadu 1990 jsou opět samostatnou obcí v okrese Přerov.

### Obecní symboly
Znak a vlajka byly obci uděleny rozhodnutím předsedy Poslanecké sněmovny Parlamentu České republiky dne 9. prosince 1996.

## Doprava

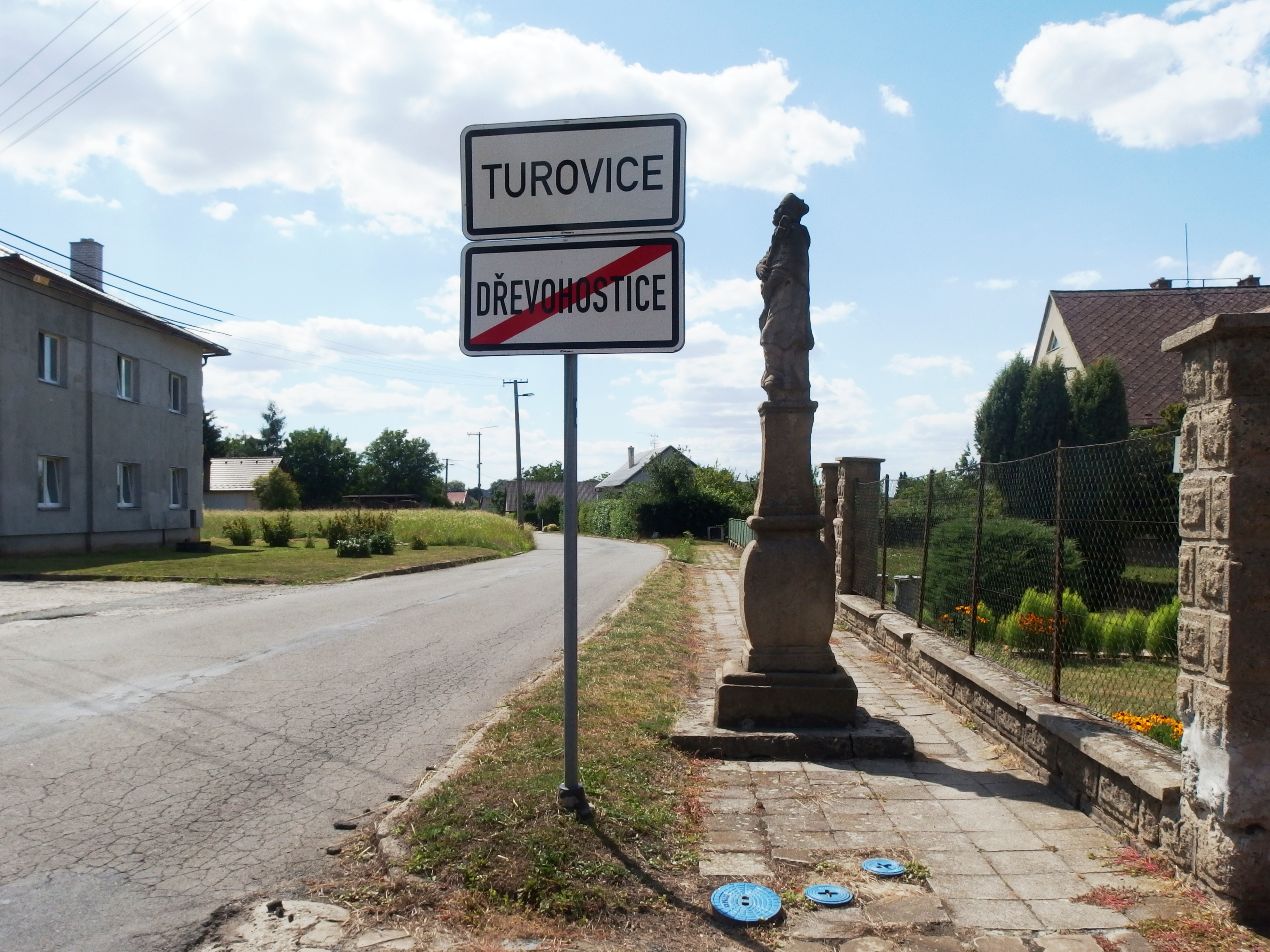
Příjezd do obce od Dřevohostic

Obec leží asi kilometr stranou od nejbližšího silničního tahu, silnice II/150, v úseku z Přerova do Bystřice pod Hostýnem. Ta prochází sousedeními Dřevohosticemi, z nichž vychází silnice III.třídy právě do Turovic. Katastr obce však sahá až na část místní silnice, vedoucí do Prusinovic. Obcí prochází modrá turistická značka, vedoucí od Týna nad Bečvou ke Kroměříži a také cyklotrasa. 
Na jednu autobusovou zastávku (Turovice, náves), zajíždí linka z Přerova - ve všední dny jsou vypraveny dva páry spojů, o víkendu žádný. Obyvatelům je však k dispozici nedaleká autobusová zastávka Dřevohostice, náměstí, odkud odjíždí vícero spojů do lokalit jako Přerov, Vsetín, nebo Všechovice. Jinou veřejnou dopravou než autobusovou obec nemá. 

## Kulturní život
V obci se během roku pořádá několik kulturních akcí:
- Obecní dny - probíhají na přelomu července a srpna
- Setkání seniorů
- Masopustní vodění medvěda
- Dětský den
- Fotbalový turnaj
- Vánoční koncert u kaple
- Silvestrovská vycházka do Kamenice

### Spolky v obci
- Sbor dobrovolných hasičů
- Český svat chovatelů holubů
- Sportovní klub Turovice

## Pamětihodnosti
- Kaple svaté Starosty
- Kaple na návsi
- Pomník Josefa Logaje - místního rodáka

## Rodáci
- Josef Logaj (1887–1922), československý legionář, novinář a spisovatel

## Galerie

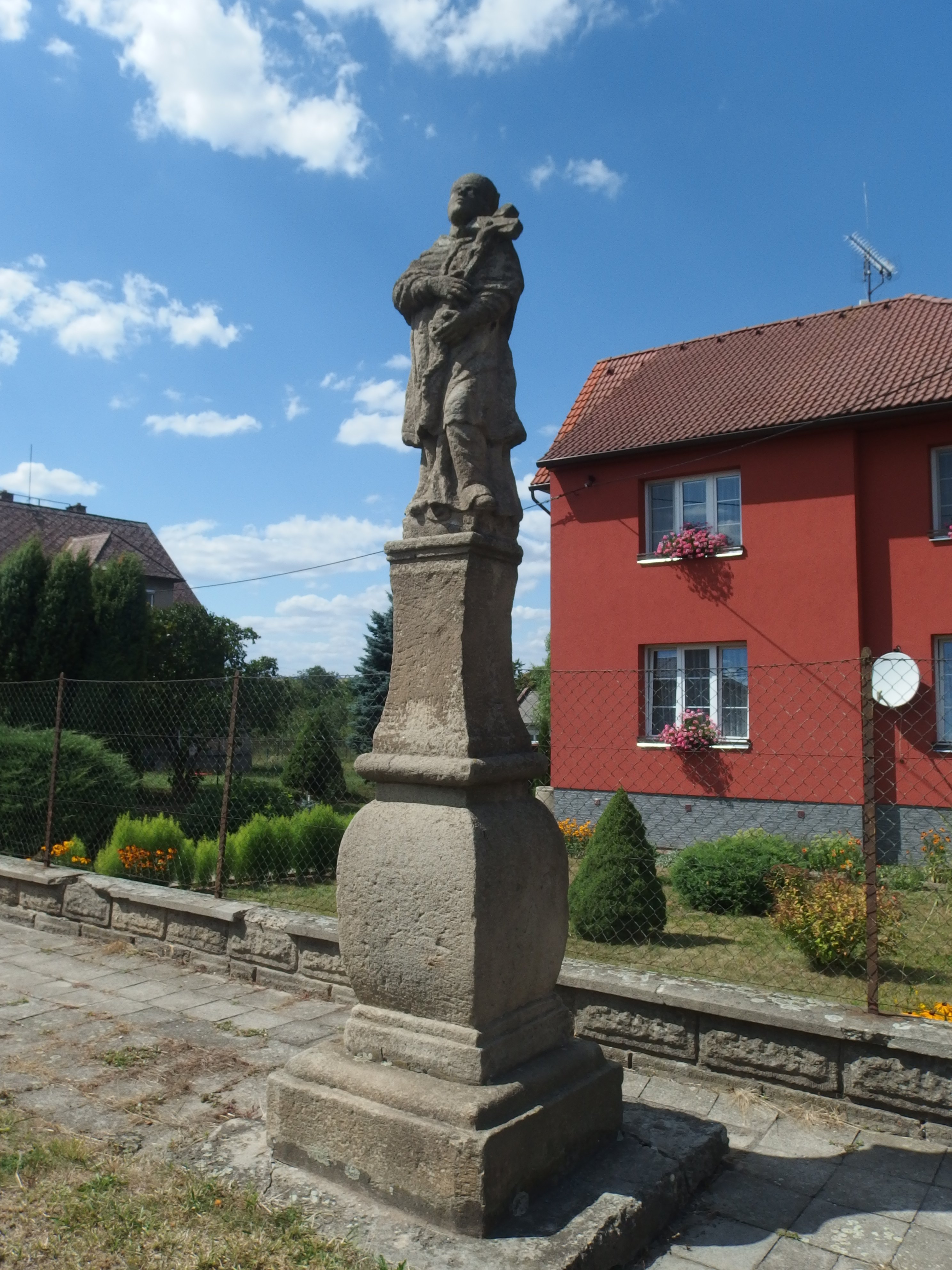
Socha sv. Jana Nepomuckého
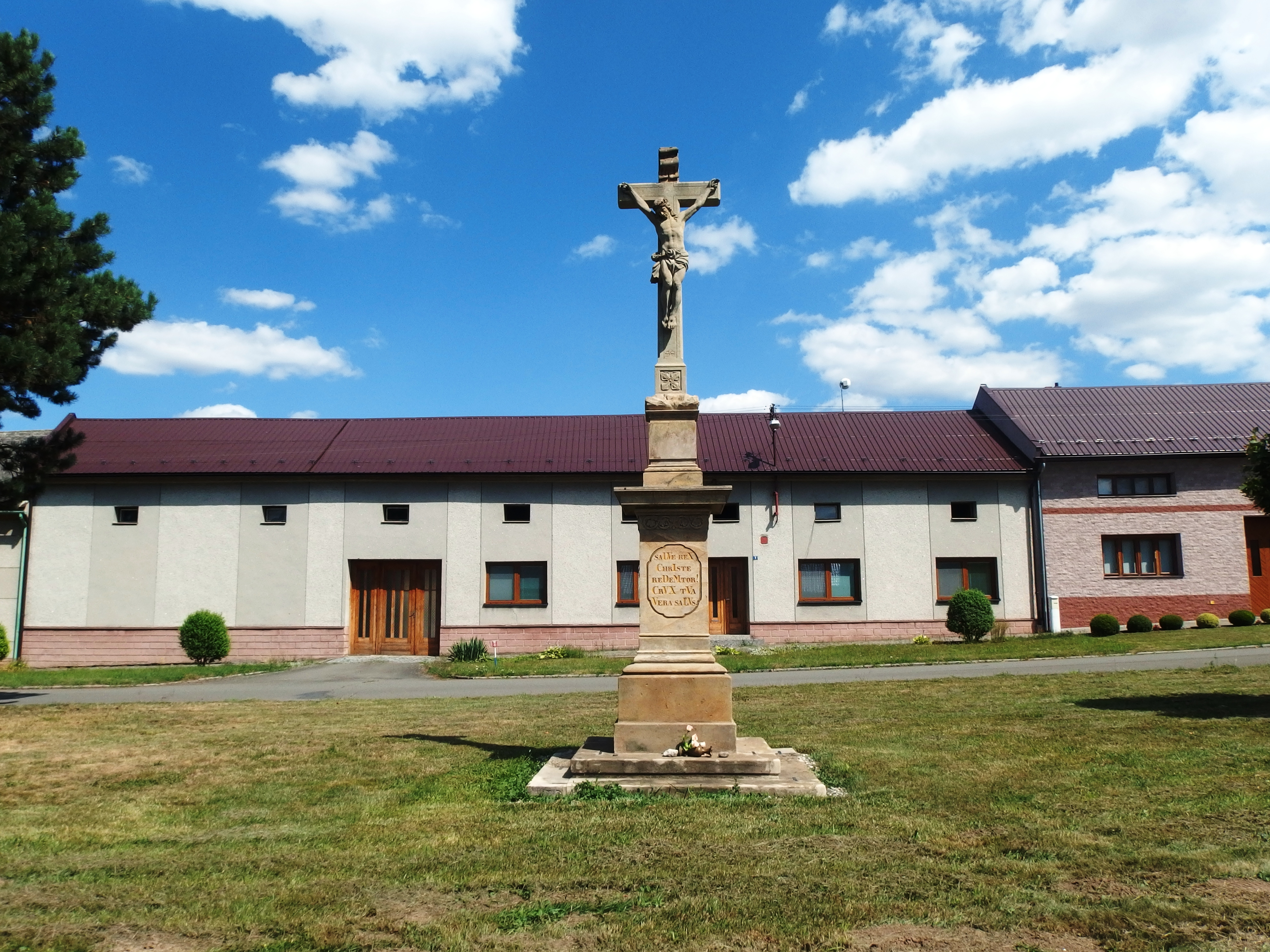
Kříž na návsi
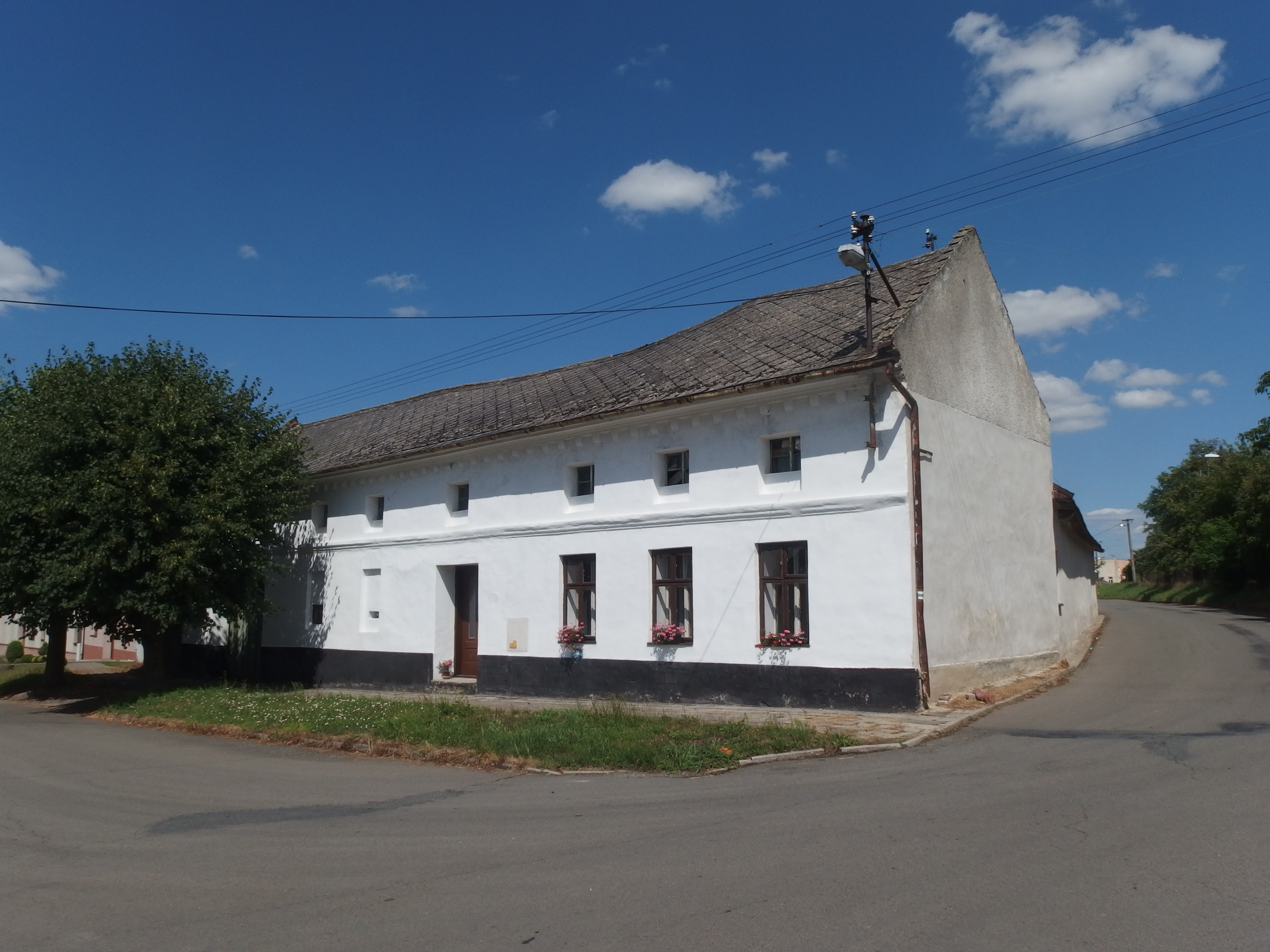
Dům č. p. 1